# Serguéi Nikoláyev
Serguéi Mijáilovich Nikoláyev (en ruso Сергей Михайлович Николаев) Izhevsk, Rusia, 5 de febrero de 1988) es un ciclista ruso.

## Palmarés
2012
- 1 etapa del Friendship People North-Caucasus Stage Race

2013
- 1 etapa del Tour de Eslovaquia
- 1 etapa del Friendship People North-Caucasus Stage Race

2014
- 1 etapa de los Cinco Anillos de Moscú
- 2 etapas del Gran Premio Udmurtskaya Pravda

2015
- 1 etapa del Istrian Spring Trophy
- 1 etapa de los Cinco Anillos de Moscú
- 2.º en el Campeonato de Rusia Contrarreloj